# Ismail Ibn Sharif
Moulay Ismaïl Ibn Sharif (1634? hay 1645? – 22 tháng 3 năm 1727), cai trị giai đoạn 1672–1727. (tiếng Ả Rập: مولاي إسماعيل بن الشريف ابن النصر) là vị vua thứ nhì của nhà Alaouite trong lịch sử Maroc. Giống như những vị vua khác của triều đại, Ismaïl tuyên bố là một hậu duệ của Muhammad thông qua nguồn gốc của mình Hassan ibn Ali. Ông cũng được biết đến tại quê hương ông là "vua chiến binh".

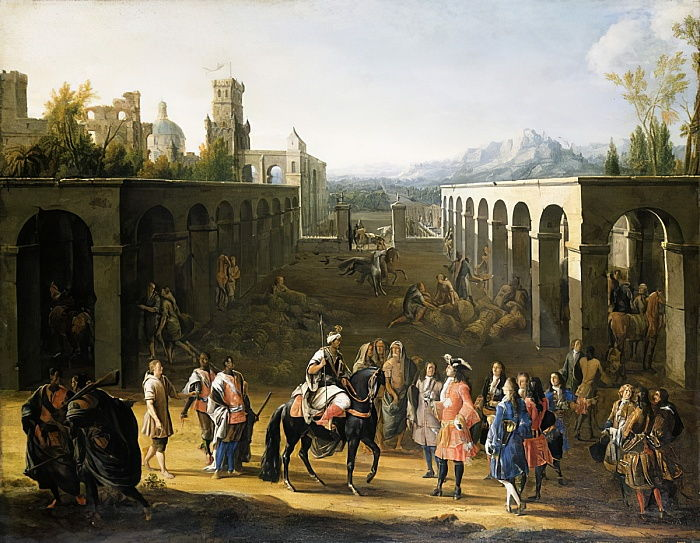
Ismaïl Ibn Sharif tiếp đại sứ François Pidou de Saint Olon từ Louis XIV của Pháp, tranh vẽ bởi Pierre-Denis Martin (1693)

Ông đã cai trị từ 1672 đến 1727 kế vị anh cùng cha khác mẹ của mình là Moulay Al-Rashid đã băng hà sau khi ngã từ lưng ngựa. Lúc đó 26 tuổi, Moulay Ismaïl thừa kế một đất nước bị suy yếu do nội chiến bộ lạc và kế vị hoàng gia. Meknes, thành phố thủ đô, ông đã xây dựng, đôi khi được gọi là "Versailles của Maroc", vì sự xa hoa của nó. Một số tảng đá đã được đào từ những tàn tích La Mã cổ đại ở Volubilis.
Ông cũng đã được gán danh hiệu "khát máu" vì sự tàn ác huyền thoại của mình. Để đe dọa đối thủ, Ismail đã ra lệnh rằng những bức tường thành phố của mình được trang trí bằng 10.000 đầu lâu của kẻ thù bị giết. Truyền thuyết cho rằng Ismail có thể chém đầu hoặc tra tấn hoặc rất nhiều người hầu mà ông cho là lười biếng. Trong vòng 20 năm dưới thời cai trị của Ismail, ước tính có 30.000 bị giết chết.
Trong suốt triều đại của Moulay Ismaïl, thành phố thủ đô của Marốc đã được di chuyển từ Fez đến Meknes. Giống như vị vua đương đại Louis XIV của Pháp, Moulay Ismail bắt đầu xây dựng một cung điện hoàng đế xây dựng và các di tích khác.
Năm 1682, ông đã phái Mohammed Tenim làm đại sứ đến gặp vua Louis XIV, và ông thậm chí đã đề nghị kết hôn cô con gái xinh đẹp của Louis XIV Marie Anne Bourbon. Marie Anne từ chối.
Theo sách Kỷ lục Guinness, vị vua này là cha của 888 đứa trẻ. Đây là người nhiều con nhất mà lịch sử thế giới có thể xác nhận. Tuy nhiên, nhà ngoại giao Pháp Dominique Busnot, người từng viếng thăm Maric ghi chép lại rằng, quốc vương có tới 1.171 người con cùng với 4 bà vợ chính thức và 500 thê thiếp, tại thời điểm năm 1704.